# Tramway de Bordeaux à Beychac-et-Caillau
Le Tramway de Bordeaux à Beychac-et-Caillau est un tramway électrique qui a fonctionné entre ces deux communes du département de la Gironde entre 1908 et 1949.

## Historique

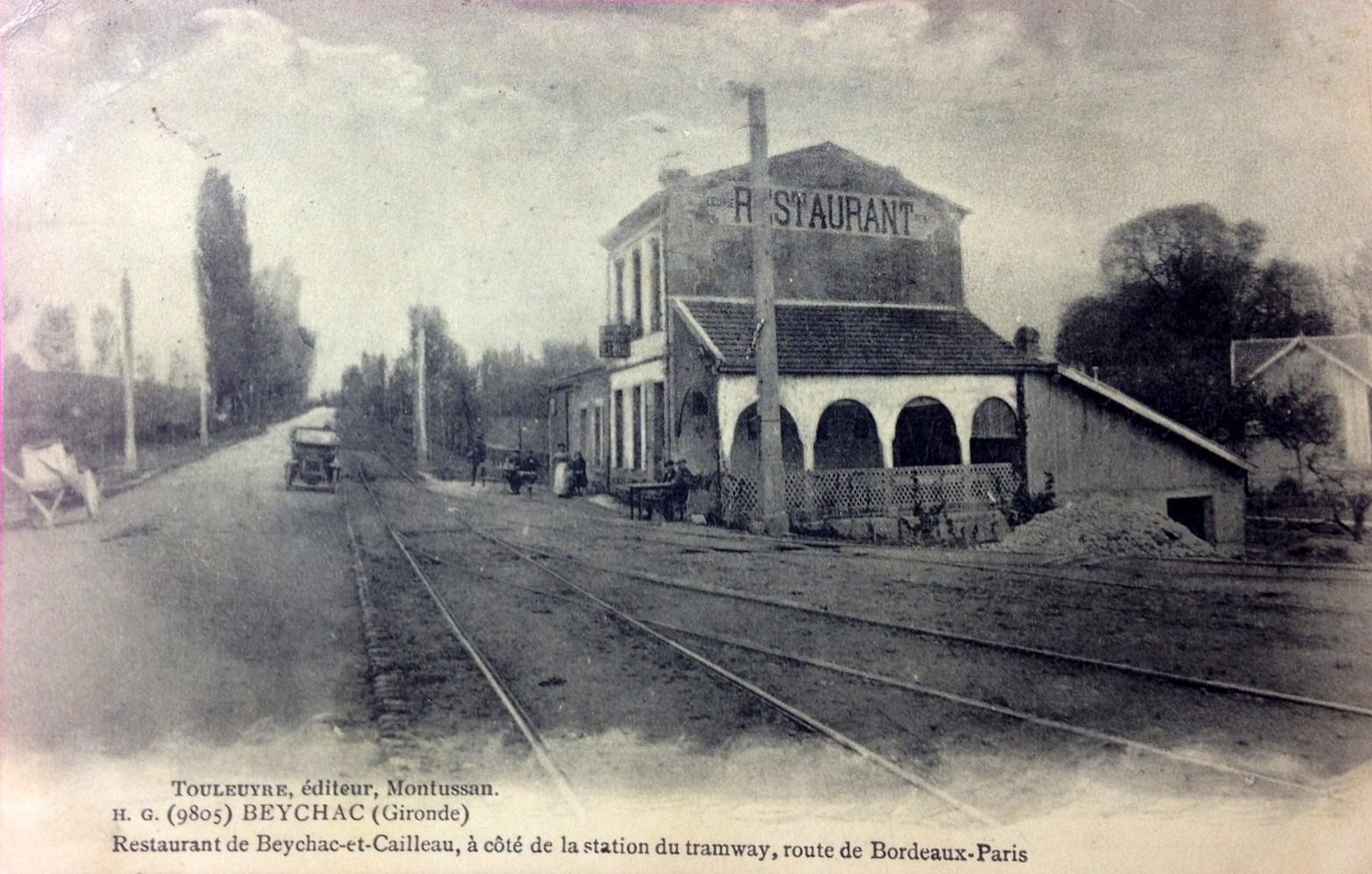
Gare terminus de Beychac

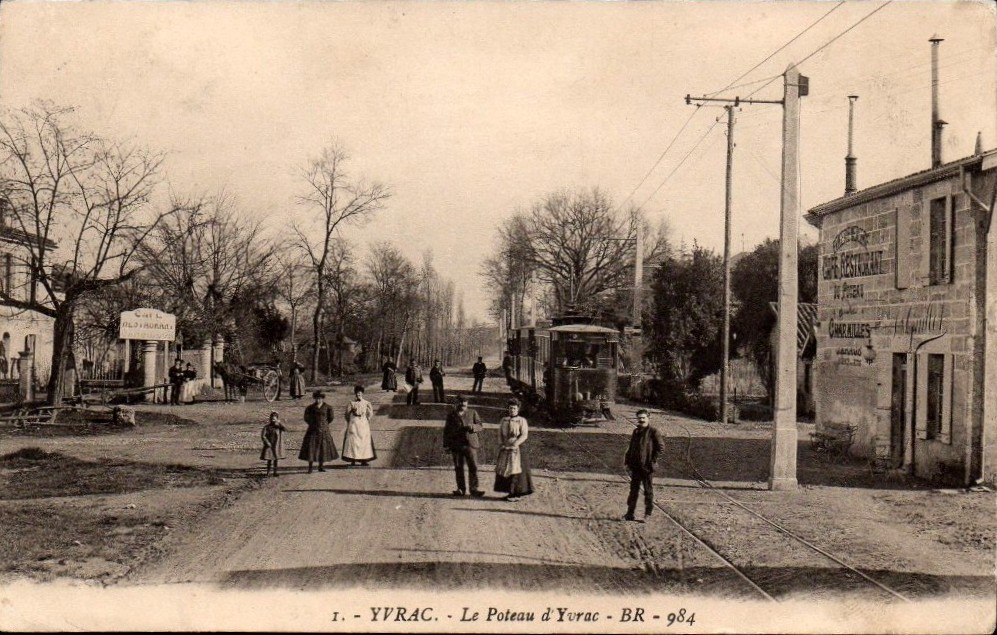
Tram à Yvrac

La ligne a été concédée en 1903 à Messieurs Ortal fils et Lagueyte. Elle est demandée dès 1902 par un syndicat de riverains.
Les travaux sont retardés par la pénurie de rails et le refus de la compagnie du Midi d'autoriser la traversée des voies. La mise en service a lieu en 1908.

## La ligne
L'origine de la ligne se situait place du pont (actuelle place Stalingrad, au débouché est du pont de pierre) où se trouvait une gare très modeste, constituée d’un pavillon en bois avec une salle d’attente et un local pour les bagages et équipée de deux voies.
Le tramway remonte l'avenue Thiers et atteint la gare de « Bordeaux-Bastide » , station se trouvant au niveau du pont Bouthier à l’emplacement de l'actuelle Gymnase Thiers. Une plaque tournante permettait l'accès à un faisceau d'échange avec le réseau du Paris-Orléans.
La ligne franchissait ensuite les passages à niveau des deux raccordements de la compagnie du Midi vers la gare d'Orléans et la ligne Bordeaux - Paris.
Elle atteignait  Cenon et suivait l'actuelle N 89, dans un premier temps jusqu’à La Poste où se trouvait le dépôt . Elle a ensuite été prolongée jusqu'à Caillau, ce qui lui conférait une longueur de 16 km.

## Particularité technique
Aux passages à niveau, les boudins des roues du tram devaient passer par-dessus les champignons des rails du chemin de fer.
Un mécanisme était nécessaire pour permuter la tension de la ligne aérienne (600 ou 750 V CC pour le tram, 1500 V CC pour le train). Un jour, une erreur de manipulation causa la perte d'un moteur d'automotrice.

## Matériel roulant
Le matériel roulant était constitué de : 
- quatre automotrices,
- trois voitures à voyageurs fermées[3],
- trois voitures ouvertes de type « baladeuse »,
- huit wagons de marchandises.